# Stati Uniti delle Isole Ionie
Gli Stati Uniti delle Isole Ionie (in inglese United States of the Ionian Islands; in greco Ηνωμένον Κράτος των Ιονίων Νήσων?, Īnōménon Krátos tōn Ioníōn Nīson), anche noti come Repubblica delle Isole Ionie, furono un protettorato britannico nel mar Ionio esistito tra il 1815 e il 1864.
Le sue lingue ufficiali erano inglese, greco e italiano e tutto il territorio fu ceduto dal Regno Unito a titolo gratuito alla Grecia (Paese di cui sono attualmente parte) a fine protettorato.

## Storia
Prima dello scoppio delle guerre rivoluzionarie francesi, le isole Ionie erano un possedimento della Repubblica di Venezia; con la dissoluzione di quest'ultima nel 1797, in seguito al trattato di Campoformio, esse vennero annesse alla Prima Repubblica Francese. Tra il 1798 e il 1799 i francesi vennero cacciati da una spedizione congiunta russo-turca, appoggiata dagli inglesi e che comprendeva anche un piccolo gruppo di reduci dell'esercito veneziano. In seguito al trattato di Costantinopoli le forze occupanti fondarono la Repubblica delle Sette Isole Unite, che esistette dal 1800 al 1807.
Le Isole Ionie vennero riannesse successivamente dalla Francia, che le inquadrò all'interno delle province illiriche. Il 2 ottobre 1809 la Gran Bretagna sconfisse la flotta francese al largo di Zante e conquistò Cefalonia, Cerigo e la stessa Zante. I britannici presero Leucade nel 1810. Corfù rimase dominio francese fino al 1814.
In seguito agli articolati del Congresso di Vienna, le Isole Ionie furono poste sotto la protezione esclusiva del Regno Unito. Nonostante ciò, e a dispetto dell'amministrazione militare inglese, sempre il Congresso di Vienna garantì all'Impero austriaco, nei rapporti commerciali con le isole, uno status identico a quello del Regno Unito. Le decisioni del Congresso vennero confermate con la ratifica della "Costituzione Maitland" che, il 26 agosto 1817, creò la federazione delle sette isole (cosiddetto Eptaneso) e in base alla quale venne ufficialmente nominato Thomas Maitland primo Lord Alto Commissario delle Isole Ionie.
La Repubblica si dotò di una Costituzione, redatta in italiano, inglese e greco del 2 maggio 1817. Il presidente del Senato era nominato per 5 anni dalla regina Vittoria di Gran Bretagna, come protettrice dello stato. Il Senato aveva anch'esso mandato per gli stessi 5 anni e nominato dal Lord alto Commissario delle isole di nomina inglese (dal 2 febbraio 1859 nella persona del magg. gen. sir Henry K. Storks).
Nel 1841 si dotò di un codice penale, di un codice del commercio e di un codice civile, rimasto in vigore per oltre un secolo.
Il 29 marzo 1864 Regno Unito, Grecia, Francia e Russia firmarono il trattato di Londra, che, tra l'altro, impegnava la Gran Bretagna a trasferire alla Grecia la sovranità della federazione delle Isole Ionie dopo la sua ratifica. Quindi, il 28 maggio, in base alla proclamazione che l'allora Alto Commissario fece del trattato, le Isole Ionie vennero ufficialmente unite alla Grecia.

## Stati
Come il nome stesso suggerisce, gli Stati Uniti delle Isole Ionie erano una federazione, composta da sette stati insulari costituiti da varie isole e distinti in repubblica delle Sette Isole con Corfù, S. Maura, Cefalonia, Zante, Cerigo e isolotti, Itaca, Paxos e Isole Minori con Fano, Merlera, Somothraki, Antipaxo, Meganisi, Arkudi, Calamo, Castus, Atoko, le Echinadi, Petala, Oxia, Bromona, Makri, le Strivali, Cerigotto. La Capitale era Corfù e nel 1856 lo stato aveva una popolazione di 227.106 abitanti o secondo altri 246.483 di cui 15.921 a Corfù. Corfù era anche sede arcivescovile avente come suffraganee Zante e Cefalonia.
Gli stati  federati erano:
| Stato       | Capitale  | Membri eletti |
| ----------- | --------- | ------------- |
| Corfù       | Corfù     | 7             |
| Cefalonia   | Argostoli | 7             |
| Cerigo      | Cerigo    | 1 o 2         |
| Itaca       | Vathy     | 1 o 2         |
| Passo       | Passo     | 1 o 2         |
| Santa Maura | Leucade   | 4             |
| Zante       | Zante     | 7             |

## Forma di governo
Il governo era organizzato sotto la direzione di un Lord Alto Commissario, nominato dal sovrano britannico su proposta del governo inglese. In tutto, fino al 1864 furono nominati dieci alti commissari, incluso William Gladstone quale Alto Commissario Straordinario nel 1859.
Le Isole Ionie avevano un sistema legislativo bicamerale denominato "Parlamento degli Stati Uniti delle Isole Ionie", formato dall'Assemblea Legislativa e dal Senato.